# الدوري السلوفيني لكرة اليد للسيدات
الدوري السلوفيني لكرة اليد للسيدات هو دوري لأندية كرة اليد للسيدات في سلوفينيا تأسس في سنة 1991 يلعب فيه 12 فريقا. يتم تنظيمه من قبل الاتحاد السلوفيني لكرة اليد.